# Lista planetelor minore: 248001–249000
Aceasta este lista planetelor minore cu numerele 248001–249000.

## 248001–248100
| Denumire | Denumire provizorie | Data descoperirii | Locul descoperirii | Descoperitor(i) |
| -------- | ------------------- | ----------------- | ------------------ | --------------- |
| 248001 – | 2004 DS71           | 17 februarie 2004 | Catalina           | CSS             |
| 248002 – | 2004 EC16           | 12 martie 2004    | Palomar            | NEAT            |
| 248003 – | 2004 EE25           | 15 martie 2004    | Goodricke-Pigott   | R. A. Tucker    |
| 248006 – | 2004 EJ41           | 15 martie 2004    | Kitt Peak          | Spacewatch      |
| 248008 – | 2004 EF46           | 15 martie 2004    | Socorro            | LINEAR          |
| 248028 – | 2004 FJ130          | 22 martie 2004    | Anderson Mesa      | LONEOS          |
| 248031 – | 2004 GH2            | 9 aprilie 2004    | Siding Spring      | SSS             |
| 248054 – | 2004 KV17           | 27 mai 2004       | Reedy Creek        | J. Broughton    |
| 248065 – | 2004 OZ             | 16 iulie 2004     | Campo Imperatore   | CINEOS          |
| 248088 – | 2004 RL13           | 6 septembrie 2004 | Needville          | Needville       |
| 248098 – | 2004 RG85           | 7 septembrie 2004 | Bergisch Gladbach  | W. Bickel       |

## 248101–248200
| Denumire          | Denumire provizorie | Data descoperirii | Locul descoperirii | Descoperitor(i)     |
| ----------------- | ------------------- | ----------------- | ------------------ | ------------------- |
| 248177 –          | 2004 YW11           | 18 decembrie 2004 | Mount Lemmon       | Mount Lemmon Survey |
| 248183 Peisandros | 2005 AD28           | 13 ianuarie 2005  | Vicques            | M. Ory              |
| 248190 –          | 2005 BL32           | 16 ianuarie 2005  | Mauna Kea          | C. Veillet          |

## 248201–248300
| Denumire | Denumire provizorie | Data descoperirii | Locul descoperirii   | Descoperitor(i)      |
| -------- | ------------------- | ----------------- | -------------------- | -------------------- |
| 248203 – | 2005 EV38           | 8 martie 2005     | Mayhill              | A. Lowe              |
| 248215 – | 2005 EZ127          | 9 martie 2005     | Jarnac               | Jarnac               |
| 248245 – | 2005 FQ5            | 30 martie 2005    | Goodricke-Pigott     | P. Kumar             |
| 248252 – | 2005 GQ23           | 1 aprilie 2005    | Goodricke-Pigott     | V. Reddy             |
| 248262 – | 2005 GR128          | 4 aprilie 2005    | Vallemare di Borbona | Vallemare di Borbona |

## 248301–248400
| Denumire | Denumire provizorie | Data descoperirii  | Locul descoperirii   | Descoperitor(i) |
| -------- | ------------------- | ------------------ | -------------------- | --------------- |
| 248321 – | 2005 PL20           | 14 august 2005     | Vallemare di Borbona | V. S. Casulli   |
| 248381 – | 2005 SF1            | 23 septembrie 2005 | Hormersdorf          | J. Lorenz       |
| 248389 – | 2005 SV21           | 23 septembrie 2005 | Cordell-Lorenz       | D. T. Durig     |

## 248401–248500
| Denumire | Denumire provizorie | Data descoperirii  | Locul descoperirii | Descoperitor(i) |
| -------- | ------------------- | ------------------ | ------------------ | --------------- |
| 248430 – | 2005 SM284          | 25 septembrie 2005 | Apache Point       | A. C. Becker    |

## 248501–248600
| Denumire | Denumire provizorie | Data descoperirii | Locul descoperirii | Descoperitor(i) |
| -------- | ------------------- | ----------------- | ------------------ | --------------- |
| 248508 – | 2005 UY504          | 24 octombrie 2005 | Mauna Kea          | D. J. Tholen    |
| 248552 – | 2005 YA             | 17 decembrie 2005 | Great Shefford     | P. Birtwhistle  |

## 248601–248700
| Denumire | Denumire provizorie | Data descoperirii | Locul descoperirii | Descoperitor(i) |
| -------- | ------------------- | ----------------- | ------------------ | --------------- |
| 248619 – | 2006 EA2            | 3 martie 2006     | Nyukasa            | Nyukasa         |

| Denumire | Denumire provizorie | Data descoperirii  | Locul descoperirii | Descoperitor(i)       |
| -------- | ------------------- | ------------------ | ------------------ | --------------------- |
| 248704 – | 2006 MS14           | 30 iunie 2006      | Hibiscus           | S. F. Hönig           |
| 248706 – | 2006 NC             | 1 iulie 2006       | Pla D'Arguines     | Pla D'Arguines        |
| 248707 – | 2006 OH3            | 19 iulie 2006      | Lulin Observatory  | LUSS                  |
| 248708 – | 2006 OK9            | 23 iulie 2006      | Pla D'Arguines     | R. Ferrando           |
| 248717 – | 2006 QQ4            | 18 august 2006     | Piszkéstető        | K. Sárneczky, Z. Kuli |
| 248741 – | 2006 QJ137          | 30 august 2006     | Marly              | Observatory Naef      |
| 248749 – | 2006 RU             | 2 septembrie 2006  | Majorca            | OAM                   |
| 248750 – | 2006 RH1            | 4 septembrie 2006  | Roeser             | M. Dawson             |
| 248787 – | 2006 SD57           | 18 septembrie 2006 | Calvin-Rehoboth    | Calvin College        |
| 248791 – | 2006 SR77           | 24 septembrie 2006 | Calvin-Rehoboth    | L. A. Molnar          |

## 248801–248900
| Denumire | Denumire provizorie | Data descoperirii  | Locul descoperirii | Descoperitor(i)                        |
| -------- | ------------------- | ------------------ | ------------------ | -------------------------------------- |
| 248835   | 2006 SX368          | 16 septembrie 2006 | Apache Point       | A. C. Becker, A. W. Puckett, J. Kubica |
| 248839 – | 2006 SY406          | 25 septembrie 2006 | Moletai            | MAO                                    |
| 248866 – | 2006 UN55           | October 17. 2006   | San Marcello       | San Marcello                           |

## 248901–249000
| Denumire          | Denumire provizorie | Data descoperirii | Locul descoperirii   | Descoperitor(i)                 |
| ----------------- | ------------------- | ----------------- | -------------------- | ------------------------------- |
| 248908 Ginostrada | 2006 VY45           | 15 noiembrie 2006 | Vallemare di Borbona | V. S. Casulli                   |
| 248904 –          | 2006 VE             | 1 noiembrie 2006  | Wrightwood           | J. W. Young                     |
| 248925 –          | 2006 VN156          | 13 noiembrie 2006 | Apache Point         | SDSS Linked Object Catalog team |
| 248967 –          | 2007 AF             | 7 ianuarie 2007   | Eskridge             | G. Hug                          |
| 248993 Jonava     | 2007 GM28           | 14 aprilie 2007   | Moletai              | K. Černis, J. Zdanavičius       |